# أوسكار غارسيا (راكب الكنو)
أوسكار غارسيا (بالإسبانية: Óscar García)‏ هو راكب الكنو إسباني، ولد في 12 يناير 1972.

## وصلات خارجية
- أوسكار غارسيا على موقع أوليمبيديا (الإنجليزية)